# Einspach Gábor
Einspach Gábor (Budapest, 1967. április 23. - ) magyar műkereskedő, az Artmagazin alapító kiadója, igazságügyi szakértő.

## Életpályája
Középiskolai tanulmányait a Jedlik Ányos Gimnáziumban végezte, majd a Kereskedelmi és Vendéglátóipari Főiskolán, a Magyar Iparművészeti Egyetemen (ma Moholy-Nagy Művészeti Egyetem), majd a Magyar Közgazdaságtudományi Egyetemen szerzett diplomát. 
Einspach Gábor a műkereskedelemben  a szakmai pályafutását Kovács Dezsőnél kezdte, aki az akkori műkereskedelem és műgyűjtés meghatározó alakja volt. A Belvárosi Aukciósház 1995. évi alapításától kezdve annak ügyvezetője, a heti árverések rendszerének kialakítója, több mint 300 aukció árverésvezetője volt. 
1998 óta a kulturális javak igazságügyi szakértője, szakterületének legtöbbet foglalkoztatott alakja. Szakértői tevékenysége szerteágazó: a Raiffeisen Bank Private Banking üzletágával közel húsz éve dolgozik együtt, tanácsadója volt számos intézményi gyűjteménynek, több mint húsz éve szakért biztosító társaságoknak, emellett a Nemzeti Adó- és Vámhivatal, a Fővárosi Bíróság, a Pesti és a Budai Központi Kerületi Bíróság, az Országos Rendőr-Főkapitányság, a Budapesti Rendőr-Főkapitányság, és a Magyar Nemzeti Bank egyaránt rendszeresen foglalkoztatja. Magyar festmények vonatkozásában a világ legfontosabb aukciósházai fordulnak hozzá szakvéleményért. 
2001 óta tart kurzusokat és előadásokat a Moholy-Nagy Művészeti Egyetemen. Rendszeresen ad elő konferenciákon és művészeti rendezvényeken a művészeti piacról és a műkereskedelem működéséről. 
2003-ban alapította meg az Artmagazint Topor Tündével és Winkler Nórával, amelynek a mai napig felelős kiadója. Az Artmagazin a magyarországi nyomtatott művészeti lappiac meghatározó kiadványa, melynek online változata mindig aktuális, a nyomtatott verziótól eltérő tartalommal, magyar és angol nyelven jelenik meg. 
Einspach Gábor 2005-től 2018-ig dolgozott együtt Kieselbach Tamással, együttműködésük legfontosabb állomásai az Első Magyar Festmény és Műtárgyszakértő Iroda létrehozása és működtetése, valamint az Art+Text Budapest galéria voltak.
Az Iroda fő feladatának a magyar képzőművészet elismertetését tűzte ki, ennek egyik legfontosabb területéül a magyar festészet megvédését jelölte ki a Magyarországon és külföldön egyre sűrűbben felbukkanó hamisítványoktól. Ennek érdekében ezernél több festményt vizsgáltak meg és bíráltak el az eredetiség szempontjából, szűrték ki hamisítványok százait, valamint újonnan felbukkanó remekműveket emeltek be a magyar művészettörténetbe. 
Einspach Gábor vezetésével az Art+ Text Budapest ötéves működése során a kortárs magyar műkereskedelem egyik jelentős tényezőjévé vált, olyan nagy presztízsű vásárokon állított ki mint az Artissima, a Photo London vagy a Paris Photo. A közös munka eredménye Szilágyi Sándor magyar fotótörténeti alapművének, a Neo-avantgárd tendenciák a magyar fotóművészetben című kötet angol nyelvű megjelentetése, a magyar fotográfia kiemelkedő időszakának nemzetközi elismertetése. Az Art+Text Budapest rendezte meg 2015-ben Nicola Trezzi kurátor közreműködésével Peter Halley és Bak Imre közös kiállítását Diagonal Histories címmel, mely Fehér Dávid művészettörténész, a Kelet-Európai Művészettörténeti Kutatóintézet igazgatója szerint a kortárs magyar műkereskedelem addigi legfontosabb eseménye volt. 
Einspach Gábor és az Art+Text Budapest múzeumi léptékű kiállítást hozott létre az egri Kepes Intézetben 2018-ban a hatvanas, hetvenes és nyolcvanas évek progresszív magyar fotográfiájából. A kiállítás kurátorai Szilágyi Sándor és Rieder Gábor voltak. 
Einspach Gábor 2021-ben hozta létre az Einspach Fine Art and Photography-t, mely új minőséget hozott a budapesti galériás színtérre. A nyitó kiállításon Magdalena Abakanovicz, Marina Abramovic, Francoise Gilot, Grayson Perry és Tracey Emin remekművei mellett Drozdik Orshi, Soós Tamás, Hetey Katalin és Fajó János kiemelkedő alkotásai voltak láthatóak, a fotográfia műfaját Hajas Tibor, Vető János, Tombor Zoltán és Glázer Attila képviselte.

## Társadalmi szerepvállalása
Einspach Gábor hosszú ideje a Bátor Tábor Alapítvány jótékonysági kortárs árverései tanácsadó testületének tagja, a katalógus összeállítója, az alapítvány támogatója. A Bátor Tábor Alapítvány első Kortárs Képzőművészeti Aukcióját 2005-ben hagyományteremtő céllal rendezte meg, egy igazi sikertörténetet indítva útjára. 2021-re a Bátor Tábor Kortárs Képzőművészeti Aukció Magyarország legrangosabb kortárs művészeti aukciójává nőtte ki magát. Az árverést a magyar művészvilág élvonala és nemzetközi zsűri segítségével jelentős külföldi művészek is támogatják művek felajánlásával. A rendezvények bevételét az alapítvány súlyosan beteg gyermekek élményterápiás táborozására fordítja.
2020-ban csatlakozott a Mosoly Alapítvány csapatához, azóta a jótékonysági árverések vezetője. A Mosoly Alapítványt 1996-ban hívták életre sikeres magyar üzletemberek, akik segítséget akartak nyújtani olyan gyerekeknek, akiket betegségük vagy nehéz élethelyzetük megfosztott az örömteli gyerekkortól. 
Einspach Gábor 2012 óta a Magyar Műtárgy és Régiségkereskedők Országos Szövetségének elnöke, a Kortárs Galériák Szövetségének tagja. 2012 óta a Kulturális Javak Bizottságának tagja, mely a Miniszterelnökség keretein működő Műtárgyfelügyeleti Hatósági Főosztály tanácsadó testülete. 
Éveken keresztül volt a 2011-ben alapított Hamisítás Elleni Nemzeti Testület Műtárgyhamisítás elleni munkacsoportjának aktív tagja. Sokat tett azért, hogy a magyar festménypiacot elárasztó hamisítványok kiszűrhetőek legyenek és a piacról kiszoruljanak.